# پره‌زیه، ژورا
پره‌زیه (به فرانسوی: Présilly) یک کمون (فرانسه) در فرانسه است که در شهرستان ژورا واقع شده‌است. پره‌زیه ۱۱٫۲۳ کیلومتر مربع مساحت و ۱۲۱ نفر جمعیت دارد.